# Brachiacantha ursina
Brachiacantha ursina är en skalbaggsart som först beskrevs av Fabricius 1787.  Brachiacantha ursina ingår i släktet Brachiacantha och familjen nyckelpigor. Inga underarter finns listade i Catalogue of Life.

## Bildgalleri

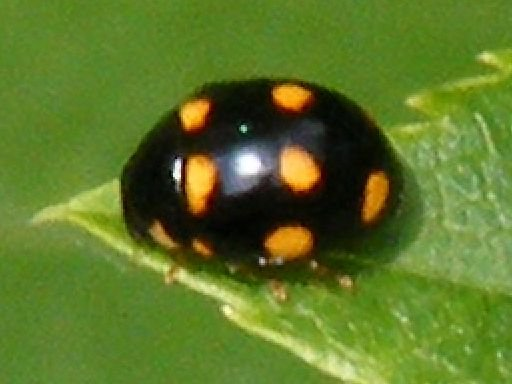
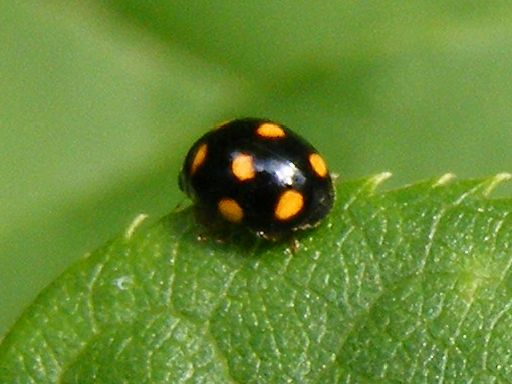
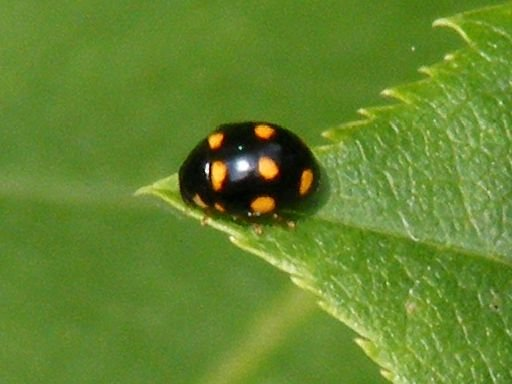
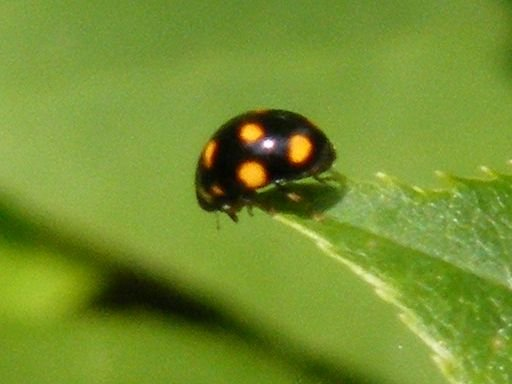